# Sint-Chrysoliuskerk (Komen, België)

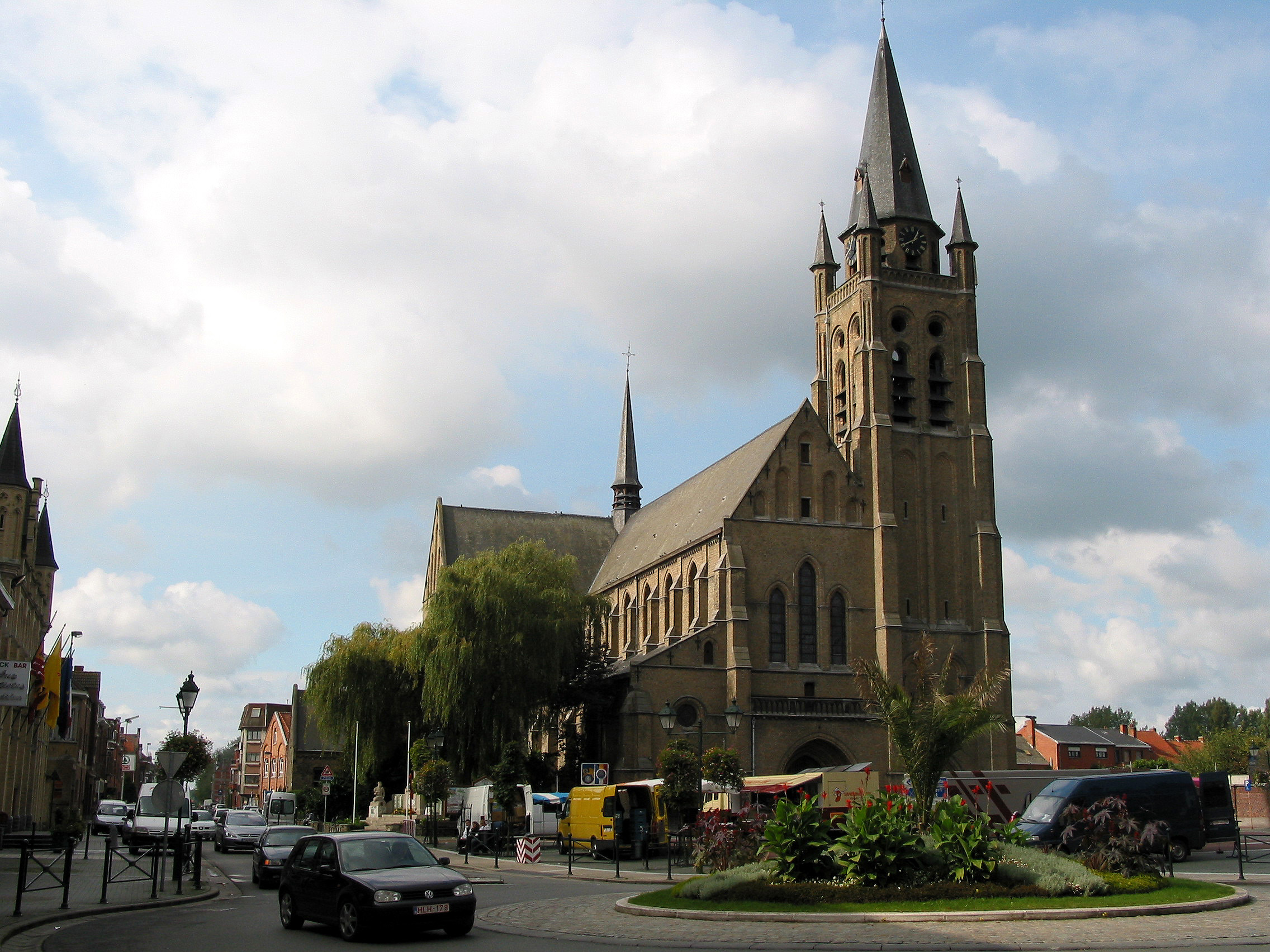
De Sint-Chrysoliuskerk

De Sint-Chrysoliuskerk (Église Saint-Chrysole) is de parochiekerk van de tot de Henegouwse gemeente Komen-Waasten behorende plaats Komen. De kerk is gewijd aan Sint-Chrysolius

## Geschiedenis
Er was reeds een kerk van 1912, hoewel de parochie veel ouder is, maar deze werd tijdens de Eerste Wereldoorlog vernield. In 1922 werd een nieuwe kerk gebouwd, in gele Vlaamse baksteen. Door de vaststelling van de taalgrens in 1967 werd ook de grens van de bisdommen gewijzigd en werd de parochie van het bisdom Brugge naar het bisdom Doornik overgeheveld. Het betreft een neogotische driebeukige kruiskerk met vieringtorentje en een aangebouwde toren rechts van het ingangsportaal aan de noordzijde, welke van vier hoektorentjes is voorzien.
De grote kerk heeft een vlak afgesloten koor, geflankeerd door zijkapellen. De scheibogen verwijzen naar de Doornikse gotiek.
De kerk bezit een kruisbeeld van 1969, uitgehouwen in een boom door Malkowski.